# Arica (pel·lícula)
Arica és una pel·lícula documental sueca del 2020 dirigida per Lars Edman i William Johansson Kalén, que mostren la investigació sobre els abocaments tòxics a la ciutat xilena Arica. La cinta denuncia les conseqüències en la salut pels seus habitants i analitza la responsabilitat de la multinacional sueca Boliden. El codirector Lars Edman, suec d'origen xilè, es va interessar pel cas el 2009 i la seva recerca va acabar portant l'empresa als tribunals. Ha estat subtitulada al català per als cinemes i plataformes. TV3 la va emetre el 8 d'octubre de 2024 doblada al català, però mantenint la versió original de les intervencions en castellà.